# Haidate
Die Haidate (jap. 佩楯, dt. „Hüftschutz“) ist der Oberschenkelschutz der japanischen Rüstung.

## Beschreibung
Die Haidate ähneln einer Schürze. Der obere Teil besteht aus Seide, Leder  oder Brokatstoff. An diesem Stück sind zwei Einschnitte angebracht, die Hosentaschen ähneln. Der obere Teil wird von den Klappen (Kusazuri) des Brustpanzers (Dō) bedeckt. Der unterhalb liegende Teil besteht aus Kettengewebe und/oder Plattenpanzerung. Die Größe und Verteilung der Plattenpanzerung sind unterschiedlich. Es gibt rechteckig, breite oder schmale Platten, die zum Teil mit Seidenbändern verbunden sind, aber auch eine Mischung zwischen wenigen Platten und anteilig mehr Kettenpanzerung. Die Haidate wird wie eine Schürze mit der Hilfe von zwei Riemen um den Bauch gebunden. Angezogen reicht sie etwa bis zu den Knien. Je nach Art der verwendeten Materialien tragen sie unterschiedliche Benennungen.

## Galerie

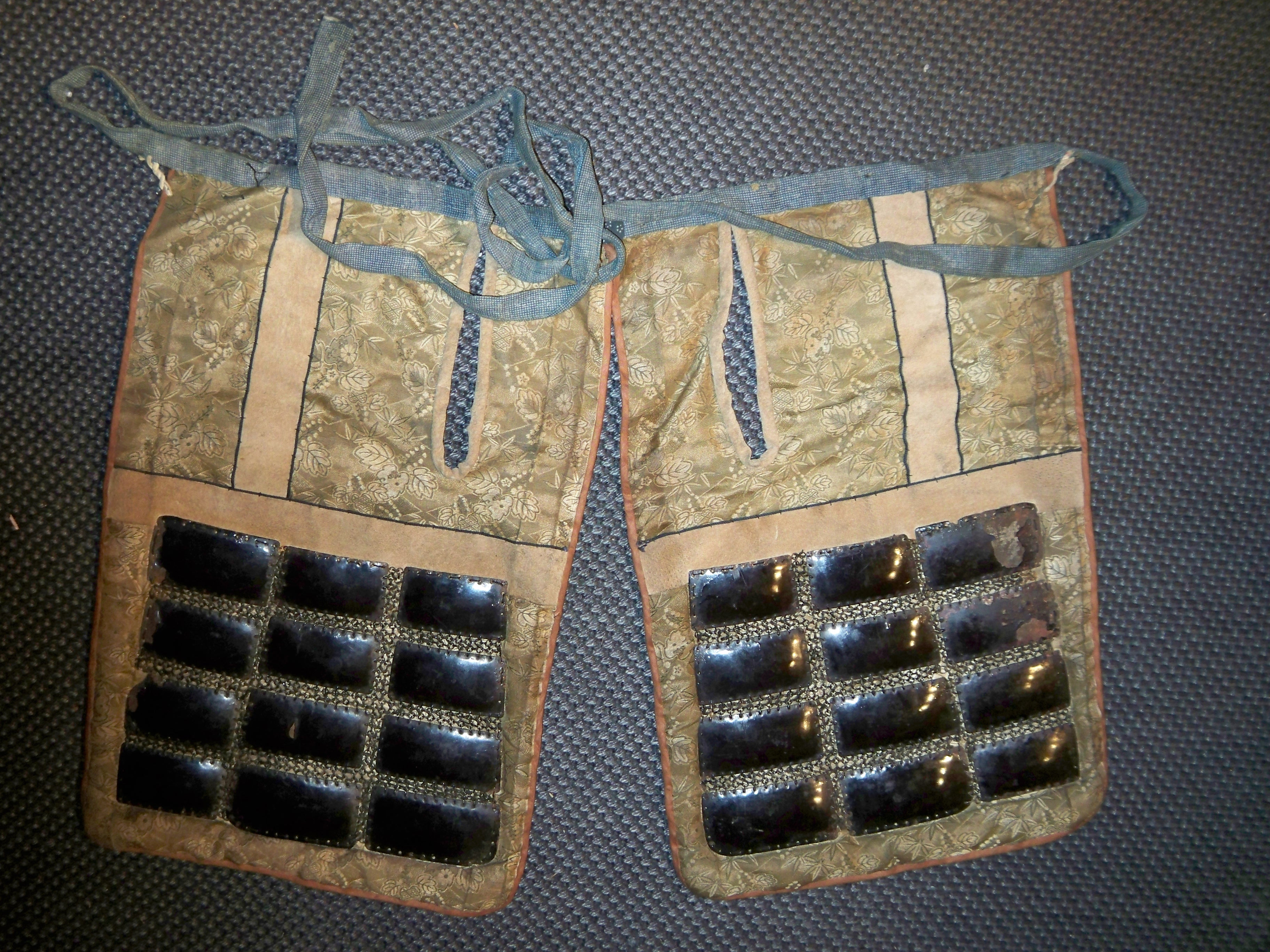
Karutagane-Haidate (骨牌金佩楯, dt. „Spielstein-Metall-~“)
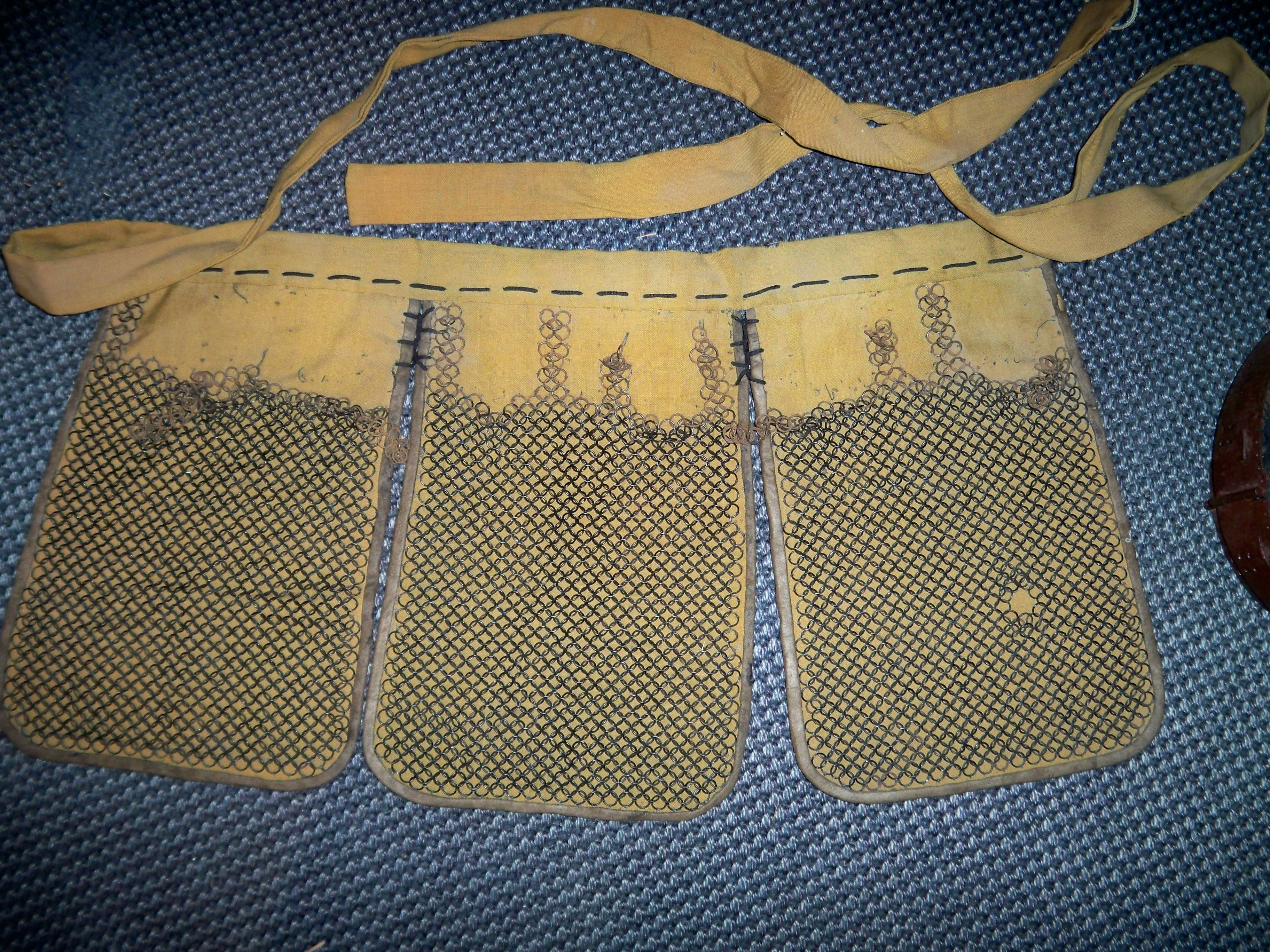
Kusari-Haidate (鎖佩楯, dt. „Ketten-~“)
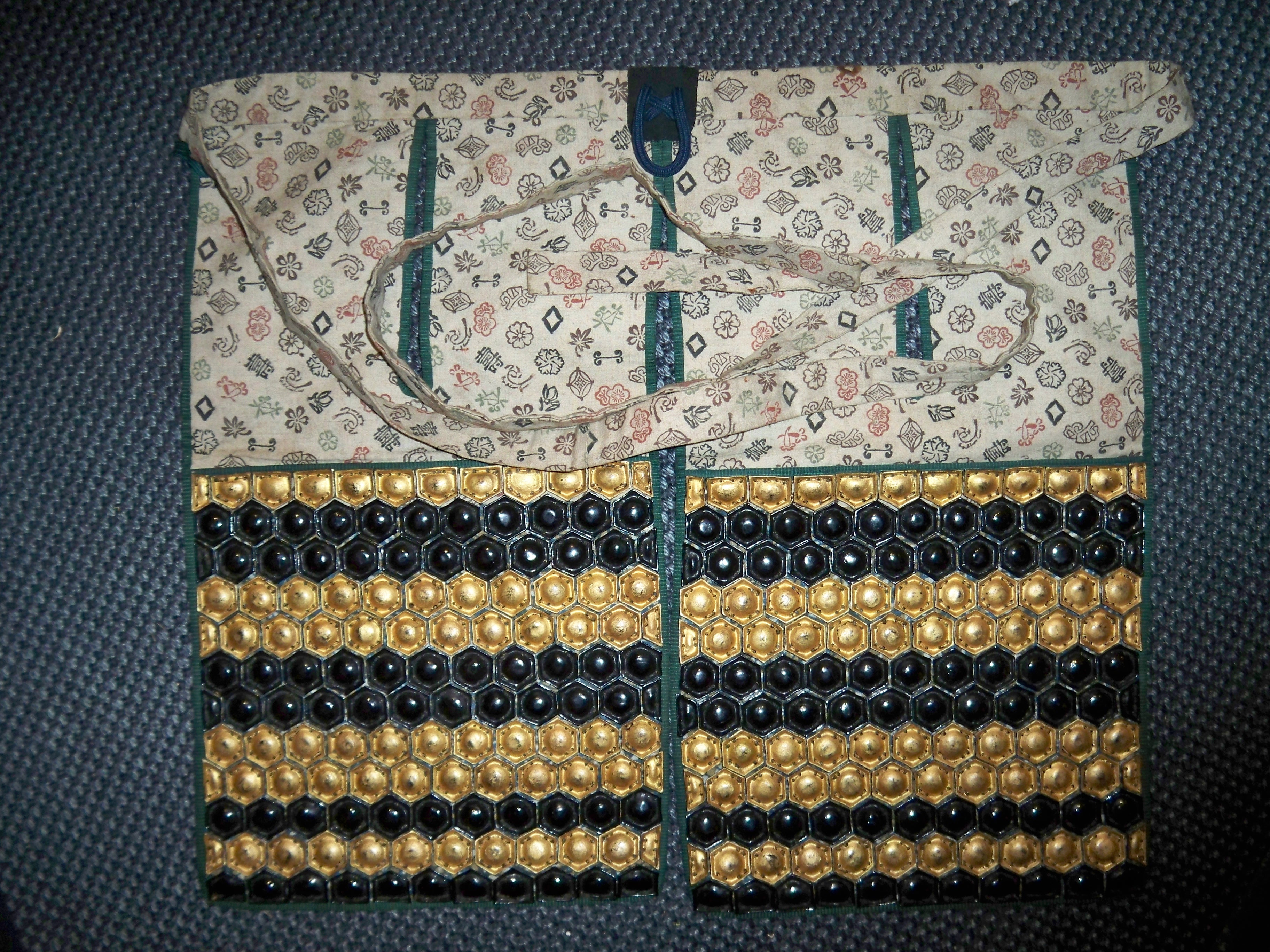
Kikkō-Haidate (亀甲佩楯, dt. „Schildkrötenpanzer-~“)
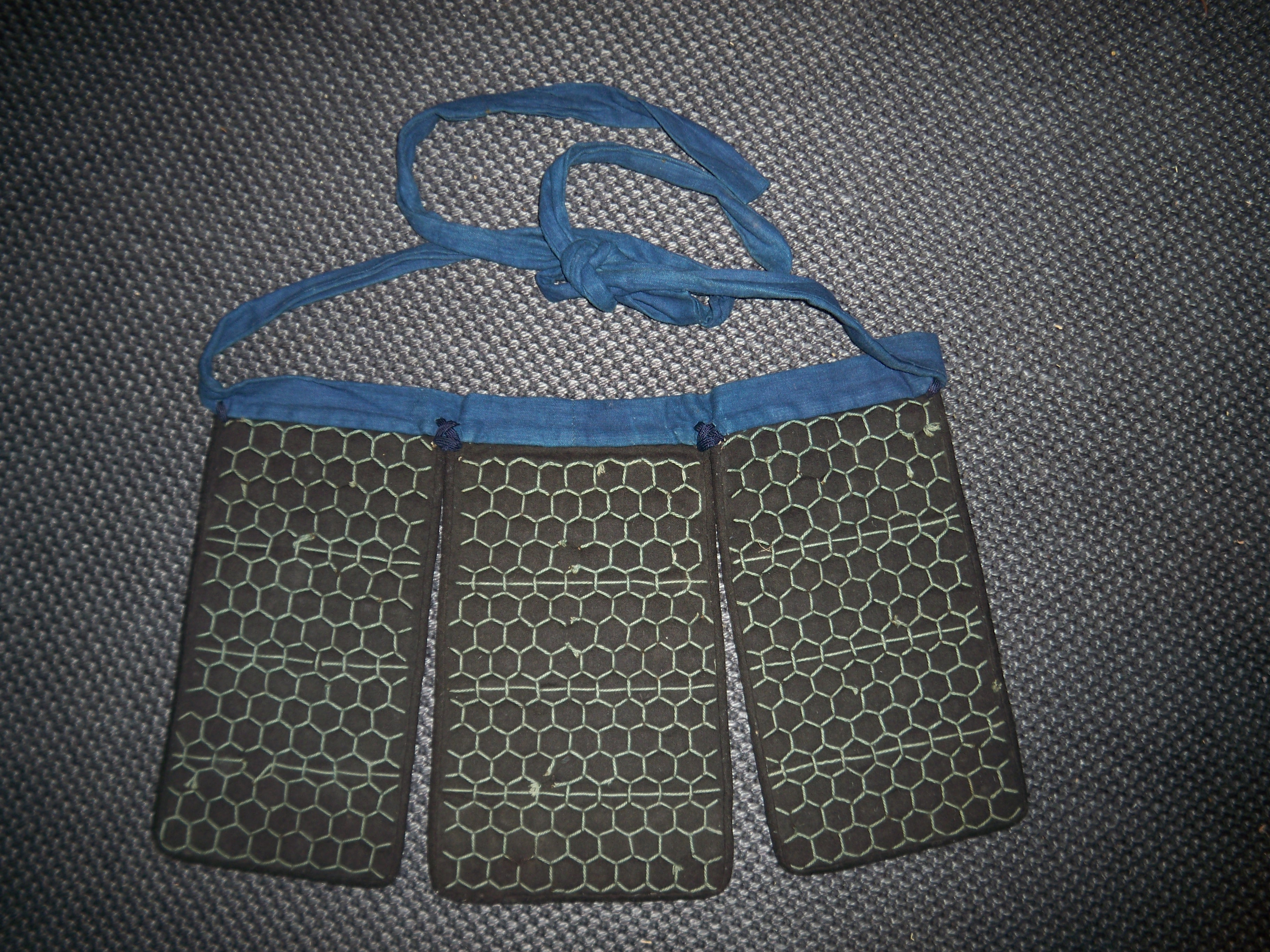
Kikkō-Haidate